# Elvira Hermanová
Elvira Hermanová (* 9. ledna 1997) je běloruská atletka, sprinterka, jejíž specializací jsou krátké překážkové běhy.

## Sportovní kariéra
V roce 2015 se stala juniorskou mistryní Evropy v běhu na 100 metrů překážek. O rok později se v této disciplíně stala juniorskou mistryní světa. Jejím dosavadním největším úspěchem se pro ni stal titul mistryně Evropy v běhu na 100 metrů překážek v roce 2018.